# Narciarstwo alpejskie na Zimowych Igrzyskach Paraolimpijskich 2018 – superkombinacja kobiet
Superkombinacja kobiet – jedna z konkurencji rozgrywana w ramach narciarstwa alpejskiego na Zimowych Igrzyskach Paraolimpijskich 2018. Zawody rozegrano 13 marca 2018 roku w trzech klasach.
Rywalizacja składała się z dwóch konkurencji: supergiganta i slalomu.

## Osoby niedowidzące
W rywalizacji wystąpiło 11 zawodniczek z 8 państw.
| Miejsce | Nr | Zawodniczka        | Przewodnik        | Reprezentacja     | Klasa | Czas 1      | Czas 2      | Czas    | Strata |
| ------- | -- | ------------------ | ----------------- | ----------------- | ----- | ----------- | ----------- | ------- | ------ |
| 01 !    | 1  | Henrieta Farkašová | Natália Šubrtová  | Słowacja          | B3    | 1:29,84 (1) | 57,88 (3)   | 2:27,72 | -      |
| 02 !    | 3  | Menna Fitzpatrick  | Jennifer Kehoe    | Wielka Brytania   | B2    | 1:31,49 (2) | 57,51 (2)   | 2:29,00 | +1,28  |
| 03 !    | 9  | Melissa Perrine    | Christian Geiger  | Australia         | B2    | 1:35,50 (6) | 55,32 (1)   | 2:30,82 | +3:10  |
| 4       | 4  | Millie Knight      | Brett Wild        | Wielka Brytania   | B2    | 1:33,63 (3) | 58,10 (5)   | 2:31,73 | +4:01  |
| 5       | 2  | Noemi Ristau       | Lucien Gerkau     | Niemcy            | B2    | 1:35,15 (5) | 58,02 (4)   | 2:33,17 | +5:45  |
| 6       | 5  | Eléonor Sana       | Chloé Sana        | Belgia            | B2    | 1:34,39 (4) | 1:01,53 (7) | 2:35,92 | +8,20  |
| 7       | 7  | Kelly Gallagher    | Gary Smith        | Wielka Brytania   | B3    | 1:37,59 (7) | 1:00,49 (6) | 2:38,08 | +10,36 |
| 8       | 8  | Danelle Umstead    | Rob Umstead       | Stany Zjednoczone | B2    | 1:37,70 (8) | 1:01,83 (8) | 2:39,53 | +11,81 |
| –       | 6  | Staci Mannella     | Sadie de Baun     | Stany Zjednoczone | B3    | DNF         | DNF         | DNF     | DNF    |
| –       | 10 | Yang Jae-rim       | Ko Un-sori        | Korea Południowa  | B2    | DNF         | DNF         | DNF     | DNF    |
| –       | 11 | Anna Pešková       | Michaela Hubačová | Czechy            | B2    | DNF         | DNF         | DNF     | DNF    |

## Osoby stojące
W rywalizacji wystąpiło 14 zawodniczek z 8 państw.
| Miejsce | Nr | Zawodniczka        | Reprezentacja                      | Klasa   | Czas 1       | Czas 2       | Czas    | Strata |
| ------- | -- | ------------------ | ---------------------------------- | ------- | ------------ | ------------ | ------- | ------ |
| 01 !    | 25 | Mollie Jepsen      | Kanada                             | LW6/8-2 | 1:34,00 (2)  | 58,70 (2)    | 2:32,70 | -      |
| 02 !    | 13 | Andrea Rothfuss    | Niemcy                             | LW6/8-2 | 1:33,03 (1)  | 1:00,04 (3)  | 2:33,07 | +0,37  |
| 03 !    | 14 | Alana Ramsay       | Kanada                             | LW9-2   | 1:34,25 (3)  | 1:01,83 (6)  | 2:36,08 | +3,38  |
| 4       | 19 | Marija Papułowa    | Neutralni sportowcy paraolimpijscy | LW6/8-2 | 1:36,07 (4)  | 1:01,15 (5)  | 2:37,22 | +4,52  |
| 5       | 16 | Stephanie Jallen   | Stany Zjednoczone                  | LW9-1   | 1:40,40 (8)  | 57,35 (1)    | 2:37,75 | +5,05  |
| 6       | 18 | Petra Smaržová     | Słowacja                           | LW6/8-2 | 1:41,07 (10) | 1:00,86 (4)  | 2:41,93 | +9,23  |
| 7       | 17 | Erin Latimer       | Kanada                             | LW6/8-2 | 1:38,65 (6)  | 1:04,67 (7)  | 2:43,32 | +10,62 |
| 8       | 20 | Melanie Schwartz   | Stany Zjednoczone                  | LW2     | 1:39,78 (7)  | 1:09,54 (10) | 2:49,32 | +16,62 |
| 9       | 23 | Mel Pemble         | Kanada                             | LW9-2   | 1:42,90 (11) | 1:07,23 (8)  | 2:50,13 | +17,43 |
| 10      | 22 | Ammi Hondo         | Japonia                            | LW6/8-2 | 1:46,65 (12) | 1:08,54 (9)  | 2:55,19 | +22,49 |
| –       | 15 | Anna Jochemsen     | Holandia                           | LW2     | 1:37,47 (5)  | DNF          | DNF     | DNF    |
| –       | 24 | Ally Kunkel        | Stany Zjednoczone                  | LW6/8-2 | 1:40,68 (9)  | DNF          | DNF     | DNF    |
| –       | 12 | Marie Bochet       | Francja                            | LW6/8-2 | DNF          | DNF          | DNF     | DNF    |
| –       | 21 | Frédérique Turgeon | Kanada                             | LW2     | DNF          | DNF          | DNF     | DNF    |

## Osoby siedzące
W rywalizacji wystąpiło 8 zawodniczek z 7 państw.
| Miejsce | Nr | Zawodniczka         | Reprezentacja     | Klasa  | Czas 1      | Czas 2      | Czas    | Strata |
| ------- | -- | ------------------- | ----------------- | ------ | ----------- | ----------- | ------- | ------ |
| 01 !    | 29 | Anna-Lena Forster   | Niemcy            | LW12-1 | 1:32,40 (4) | 55,19 (1)   | 2:27,59 | -      |
| 02 !    | 26 | Anna Schaffelhuber  | Niemcy            | LW10-2 | 1:30,57 (1) | 59,54 (3)   | 2:30,11 | +2,52  |
| 03 !    | 27 | Momoka Muraoka      | Japonia           | LW10-2 | 1:30,89 (2) | 59,36 (2)   | 2:30,25 | +2,66  |
| 4       | 31 | Laurie Stephens     | Stany Zjednoczone | LW12-1 | 1:33,06 (5) | 1:02,68 (4) | 2:35,74 | +8,15  |
| –       | 28 | Claudia Lösch       | Austria           | LW11   | 1:32,14 (3) | DNF         | DNF     | DNF    |
| –       | 30 | Linda van Impelen   | Holandia          | LW11   | 1:39,08 (7) | DSQ         | DSQ     | DSQ    |
| –       | 33 | Stephani Victor     | Szwajcaria        | LW12-2 | 1:33,92 (6) | DSQ         | DSQ     | DSQ    |
| –       | 32 | Victoria Pendergast | Australia         | LW12-1 | 1:44,49 (8) | DNS         | DNS     | DNS    |